# Pushing Tin
Pushing Tin (en Hispanoamérica Mi espacio y en España Fuera de control) es una película estadounidense, dirigida por Mike Newell en el año 1999.

## Argumento
Nick "The Zone" Falzone (John Cusack) y sus compañeros controladores de tráfico aéreo en Nueva York se enorgullecen de su capacidad para manejar el intenso estrés de ser un controlador de uno de los espacios aéreos más concurridos del país, incluso presumiendo de la tasa del 50% de abandono para las  nuevas incorporaciones que no pueden hacer frente a la presión. Al grupo se une el callado y confiado Russell Bell (Billy Bob Thornton), un veterano controlador de tráfico aéreo en el oeste de los Estados Unidos. Russell demuestra rápidamente que es excepcionalmente capaz de manejar el aumento de la carga de trabajo mediante el uso de métodos poco ortodoxos y arriesgados. Nick se siente desafiado por la capacidad del nuevo controlador de superarlo en aparentemente todas las tareas y advierte a su supervisor que Bell es un bala perdida, especialmente después de descubrir que Russell una vez estuvo en una pista para dejarse propulsar violentamente por la turbulencia del aterrizaje de un avión comercial.
En un supermercado, Nick se encuentra con la abatida y joven esposa de Russell, Mary (Angelina Jolie), que está llorando ante un carrito lleno de bebidas alcohólicas. Al consolarla, Nick termina en la casa de los Bell, donde él y Mary engañan a sus respectivas parejas al tener relaciones sexuales. Varios días después, Mary informa a Nick que le contó inmediatamente a Russell el asunto, y que la confesión ha mejorado su matrimonio. Temiendo represalias, Nick se enfrenta a Russell en el trabajo, y se siente confundido y sorprendido por la moderada respuesta de Russell a la situación. Mientras tanto, la esposa de Nick, Connie (Cate Blanchett), parece estar cada vez más intrigada por Russell, y Nick se vuelve cada vez más paranoico de que Russell eventualmente buscará venganza teniendo relaciones sexuales con ella. 
Mientras está fuera de la ciudad para el funeral de su suegro, Nick no puede mentir cuando una afligida Connie le desafía a decir que nunca la ha engañado. Cuando su vuelo de regreso a casa se acerca a Nueva York, Connie le dice a Nick que de hecho se ha acostado con Russell. Luego, el avión hace un giro extraño, y Nick supone que Russell lo está acosando, o posiblemente volviéndose loco, al dirigir deliberadamente al avión hacia una peligrosa tormenta.
Poco después de ir a control de tráfico para enfrentarse a Russell, la instalación recibe una llamada de amenaza de bomba. El edificio es evacuado, y tanto Nick como Russell se ofrecen voluntariamente para permanecer desempeñando la abrumadora tarea de aterrizar todos los aviones al aproximarse en su espacio aéreo antes de que la supuesta bomba se active en 26 minutos. Al enrutar con éxito todos los aviones menos uno que han perdido el contacto por radio, Nick abandona el edificio a medida que se acerca la hora límite, mientras que Russell permanece dentro para contactar con el avión llamando a uno de sus pasajeros a través de Airfone. Russell es alabado como un héroe por hacer el esfuerzo a pesar de la amenaza, que resultó ser un engaño.
Russell se marcha repentinamente y él y Mary se mudan a Colorado. Connie deja a Nick, y su desempeño en el trabajo sufre; el una vez arrogante y jactancioso controlador es enviado a casa después de ser responsable de dos casi colisiones en el aire en su turno. Tras enterarse de que Russell había ordenado el desvío del vuelo de Nick no para no provocarlo, sino para despejar el camino y permitir que un avión con una emergencia médica a bordo le adelantara en el orden de aterrizaje, Nick conduce impulsivamente a Colorado para arreglar las cosas con Russell. Nick busca su consejo sobre cómo reorganizar su vida personal, pero Russell no puede hacer que Nick entienda sus palabras. En cambio, le lleva a una pista de aterrizaje para que también pueda experimentar cómo es estar en la turbulencia de aterrizaje de un avión. Los dos participan en la experiencia juntos, lo que tiene un profundo efecto en Nick, que da las gracias a Russell y regresa a Nueva York, donde recupera su forma en el trabajo, y se reconcilia con Connie.

## Reparto
- John Cusack: Nick Falzone
- Billy Bob Thornton: Russell Bell
- Cate Blanchett: Connie Falzone
- Angelina Jolie: Mary Bell
- Jake Weber: Barry Plotkin
- Kurt Fuller: Ed Clabes
- Vicki Lewis: Tina Leary
- Matt Ross: Ron Hewitt
- Jerry Grayson: Leo Morton
- Michael Willis: Pat Feeney
- Philip Akin: Paul
- Mike O'Malley: Pete
- Neil Crone: Tom
- Matt Gordon: Ken
- Joe Pingue: Mark
- Shaun Majumder: Nuevo regulador
- Dwight McFee: Regulador veterano
- Robert N. Smith: Bob (acreditado como Rob Smith)
- Catherine Lloyd Burns: Tanya Hewitt
- Star Jasper: Julie Clabes
- Molly Price: Crystal Plotkin
- Sarah Knowlton: Beverly
- Kiersten Warren: Karen
- Andy Dan: Cocinero de Comensal (acreditado como Andrew Dan)
- Tennyson Loeh: Camarera de Comensal
- Michael Hyatt: Trudy
- John Carroll Lynch: Doctor Freeze